# Квантова хромодинаміка на ґратці
Квантова хромодинаміка на ґратці — це квантова хромодинаміка (КХД), що формулюється на дискретній евклідовій просторово-часовій решітці. За такого розгляду не вводяться нові параметри чи польові змінні, а отже КХД на ґратках зберігає фундаментальний характер КХД.
Для КХД на ґратках характерні три особливі риси. По-перше, функціональний інтеграл стає математично добре визначеним для всіх значень констант зв'язку. По-друге, дискретна просторово-часова ґратка виконує роль непертурбативної регуляризації. Це означає, що для скінченних значень сталої ґратки нема нескінченностей, оскільки забезпечується так зване ультрафіолетове обрізання (cut-off) на π/a, де а — стала ґратки. Таким чином, використовуючи ґраткову регуляризацію можна виконувати звичні пертурбативні розрахунки. По-третє, ґраткова КХД може бути змодельована на комп'ютері за допомогою методів, аналогічних до тих, що використовуються в статистичній механіці. На даний час такі вхідні параметри симуляцій, як константа сильної взаємодії та голі маси кварків беруться з експериментальних даних.
Таке формулювання було запропоновано Вільсоном 1974-го року. Важливим є те, що в цьому підході зберігається калібрувальна інваріантність.

## Основи ґраткового формалізму для випадку калібрувальних теорійSU(N){\displaystyle SU(N)}
Розглянемо d-вимірну гіперкубічну решітку {\displaystyle \Lambda \in Z^{d}}, відстань між вузлами якої рівна {\displaystyle a}. Без обмеження загальності вважатимемо, що {\displaystyle a=1}. Вузли ґратки позначаються як {\displaystyle {\vec {x}}=(x_{1},x_{2},...x_{d})}, {\displaystyle 0\leq x_{i}\leq L-1}. Нехай {\displaystyle {\vec {e}}_{\mu }}, {\displaystyle \mu =1,2,...,d} це одиничний вектор у напрямку {\displaystyle \mu }.
Лінк — це шлях, що з'єднує два сусідні вузли на ґратці. Лінк {\displaystyle l} повністю визначається положенням вузла {\displaystyle {\vec {x}}} та вектором {\displaystyle {\vec {e}}_{\mu }}, тобто можна позначити {\displaystyle l=({\vec {x}},{\vec {e}}_{\mu })}.
Плакетка — найменша можлива петля на ґратці. Плакетка {\displaystyle p} повністю визначається положенням вузла {\displaystyle {\vec {x}}} та векторами {\displaystyle {\vec {e}}_{\mu }} та {\displaystyle {\vec {e}}_{\nu }}, {\displaystyle \mu \neq \nu }, тобто її можна позначити {\displaystyle p=({\vec {x}},{\vec {e}}_{\mu },{\vec {e}}_{\nu })}.
Розглянемо {\displaystyle SU(N)} калібрувальну теорію на ґратці. У цьому випадку фундаментальні ступені вільності є паралельними транспортерами {\displaystyle U_{\mu }({\vec {x}})}, що визначені на лінках ґратки.
{\displaystyle U_{\mu }\in SU(N)}
{\displaystyle U_{\mu }({\vec {x}})} є елементом калібрувальної групи {\displaystyle SU(N)}, він спрямований з вузла ґратки {\displaystyle {\vec {x}}} до вузла {\displaystyle {\vec {x}}+{\vec {e}}_{\mu }}. Відповідно лінкова змінна, яка спрямована з {\displaystyle {\vec {x}}+{\vec {e}}_{\mu }} до {\displaystyle {\vec {x}}} буде задаватися оберненням {\displaystyle U_{\mu }({\vec {x}})}, тобто {\displaystyle U_{\mu }^{-1}({\vec {x}})}. Зазначимо, що {\displaystyle U_{\mu }^{-1}({\vec {x}})=U_{\mu }^{\dagger }({\vec {x}})}.
На ґратці калібрувальне перетворення визначається на вузлі {\displaystyle {\vec {x}}}. Нехай {\displaystyle \Omega ({\vec {x}})} — локальне калібрувальне перетворення. Для нього лінкові змінні перетворюються наступним чином{\displaystyle {U_{\mu }^{'}({\vec {x}})}=\Omega ({\vec {x}}){U_{\mu }({\vec {x}})}\Omega ^{\dagger }({\vec {x}}+{\vec {e}}_{\mu })}Нехай {\displaystyle U_{\mu \nu }({\vec {x}})} — паралельний транспортер навколо плакетки, що задається вузлом {\displaystyle {\vec {x}}} та напрямками {\displaystyle {\vec {e}}_{\mu }}, {\displaystyle {\vec {e}}_{\nu }}. Його можна записати наступним чином

{\displaystyle {U_{\mu \nu }^{}({\vec {x}})}=U_{\mu }({\vec {x}}){U_{\nu }({\vec {x}}+{\vec {e}}_{\mu })}U_{\mu }^{\dagger }({\vec {x}}+{\vec {e}}_{\nu })U_{\nu }^{\dagger }({\vec {x}})}
Локальне перетворення {\displaystyle \Omega ({\vec {x}})} змінює {\displaystyle U_{\mu \nu }({\vec {x}})} наступним чином{\displaystyle {U_{\mu \nu }^{'}({\vec {x}})}=\Omega ({\vec {x}}){U_{\mu \nu }({\vec {x}})}\Omega ^{\dagger }({\vec {x}}+{\vec {e}}_{\mu })}

## Дія в ґратковій квантовій хромодинаміці та квантування теорії
Ключовим поняттям в теорії поля є дія. Для конструювання дії на ґратці користуються наступними природними вимогами:
1. Локальність взаємодії (це дозволяє лише взаємодію між найближчими калібрувальними полями)
2. Інваріантність дії щодо локальних перетворень {\displaystyle \Omega ({\vec {x}})}
3. Трансляційна інваріантність
4. Існування наївного континуального ліміту
5. Простота (у тому сенсі, що обирається саме фундаментальне представлення калібрувальної групи)

Дія, що повністю задовольняє ці вимоги, була запропонована Вільсоном для {\displaystyle SU(N)} калібрувальних теорій на ґратках у термінах плакетних змінних:{\displaystyle S[U]=\beta \sum _{x,\mu <\nu }(1-{\frac {1}{N}}{\text{Tr}}U_{\mu \nu }({\vec {x}}))}де сумування йде по всім плакеткам решітки, а β — це обернена гола константа взаємодії. Матриці калібрувальних полів беруться у фундаментальному представленні групи.
Дія Вільсона є одним з можливих варіантів дії на ґратці, наївний континуальний ліміт якої збігається з континуальною дією Янга-Міллса.
Розглянемо поля матерії на ґратці. Це можуть бути як скалярні поля (які відповідають, наприклад, полю Хіггса) так і ферміонні поля (описують кварки або лептони).
Наївна форма ґраткової ферміонної дії, що випливає з дискретизації дії Дірака, стикається з так званою проблемою ферміонного подвоєння. Виявляється, що модель, яка описується такою дією, утримує {\displaystyle 2^{4}=16} Діраківських частинок (ферміони з двома зарядами та двома спіновими станами). Для усунення цієї проблеми користуються двома складнішими формами дії на ґратці: дія Вільсона та дія Когута-Саскінда.
Загальна форма ферміонної дії Вільсона (колірні та спінорні індекси випущено):{\displaystyle S_{W}={\frac {1}{2}}\sum _{x,\mu }\sum _{f=1}^{N_{f}}[{\bar {\Psi }}_{f}({\vec {x}})U_{\mu }({\vec {x}})(r-\gamma _{\mu })\Psi _{f}({\vec {x}}+{\vec {e}}_{\mu })+{\bar {\Psi }}_{f}({\vec {x}})U_{\mu }^{\dagger }({\vec {x}}-{\vec {e}}_{\mu })(r+\gamma _{\mu })\Psi _{f}({\vec {x}}-{\vec {e}}_{\mu })]+\sum _{x}\sum _{f=1}^{N_{f}}{\bar {\Psi }}_{f}({\vec {x}})\Gamma _{f}\Psi _{f}({\vec {x}})}де {\displaystyle \Gamma _{f}=m_{f}-rd}, {\displaystyle m_{f}} - маса ферміонного поля, {\displaystyle N_{f}} - кількість кваркових ароматів, {\displaystyle r} - параметр Вільсона , який дозволяє уникнути небажаних ступенів вільності. В оригінальній роботі Вільсона {\displaystyle r=1}, однак пізніше стало зрозуміло що існує більш загальний випадок {\displaystyle r=s\exp(i\phi \gamma _{5})}, {\displaystyle 0\leq s\leq 1} . Наївний континуальний ліміт призводить до теорії масивних ферміонів Дірака, зв'язаних з гладким калібрувальним полем. Кіральна симетрія порушується для будь-яких можливих {\displaystyle \phi } та {\displaystyle s}, а для {\displaystyle \phi \neq 0} або {\displaystyle \phi \neq \pi } порушується ще й CP-симетрія.
Дія Когута-Саскінда{\displaystyle S_{KS}={\frac {1}{2}}\sum _{x,\mu =-d}^{d}\eta _{\mu }({\vec {x}}){\bar {\Psi }}({\vec {x}})U_{\mu }({\vec {x}})\Psi ({\vec {x}}+{\vec {e}}_{\mu })+m\sum _{x}{\bar {\Psi }}({\vec {x}})\Psi ({\vec {x}})}де {\displaystyle \eta _{-\mu }({\vec {x}})=-\eta _{\mu }({\vec {x}})}, {\displaystyle U_{-\mu }({\vec {x}})=U_{\mu }^{\dagger }({\vec {x}}-{\vec {e}}_{\mu })}.
{\displaystyle \eta _{\mu }=(-1)^{x_{1}+x_{2}+...+x_{\mu -1}}} з'являється в дії після діагоналзації вихідної наївної дії по спінорним індексам. Це не єдина можливість обрати {\displaystyle \eta }, однак саме такий вибір дозволяє в континуальному ліміті описати масивні ферміони Дірака з чотирма ароматами. Щодо кіральних властивостей, то у випадку ліміту з нульовою масою ця дія інваріантна відносно глобального {\displaystyle U(N_{f})\otimes U(N_{f})} перетворення ферміонних полів. 
Важливим етапом розгляду проблем квантової хромодинаміки на ґратці є квантування калібрувальних полів. У підході інтегралу по траєкторіях квантування відбувається шляхом функціонального інтегрування по всіх конфігураціях калібрувальних полів. У випадку ґраткової калібрувальної теорії вакуумне середнє спостережуваної величини {\displaystyle O} як функції лінкової змінної {\displaystyle U_{\mu }(x)} задано наступним чином:
{\displaystyle \langle O\rangle ={\frac {1}{Z}}\int {\mathcal {D}}[U]O[U]\exp(-S[U])},
де {\displaystyle S[U]} – дія Вільсона, а {\displaystyle Z} – статистична сума {\displaystyle Z=\int {\mathcal {D}}[U]\exp(-S[U])}. Інтегрування здійснюється по всіх лінках ґратки:
{\displaystyle {\mathcal {D}}[U]=\prod _{x,\mu }dU_{\mu }({\vec {x}})}.
Для точного обрахунку наведених у цьому підрозділі інтегралів необхідно вказати чим є міра {\displaystyle dU_{\mu }}. Вона повинна бути калібрувально інваріантною, якщо квантові флуктуації не порушують цей важливий принцип. Відповідною унікальною мірою, що задовольняє умову калібрувальної інваріантності, є міра Хаара калібрувальної групи. Таким чином, калібрувальна інваріантність гарантується мірою Хаара як мірою інтегрування, а також калібрувальною інваріантністю дії. Згідно з теоремою Еліцура така локальна калібрувальна інваріантність не може бути порушена спонтанно. У скінченному об'ємі кількість змінних у наведених функціональних інтегралах є також скінченною. Оскільки межі інтегрування є компактними, дані інтеграли є добре визначеними без фіксування калібрування для будь-якого значення константи зв'язку {\displaystyle \beta =1/g^{2}}. Тому такі середні дають непертурбативне квантування калібрувальних моделей.

## Методи КХД

### Пертурбативна теорія
На перший погляд може здатися, що використання слів “ґратка” та “теорія збурень” є взаємовиключними, однак це не так, і пертурбативна теорія на ґратці переросла у велику й сформовану дисципліну. Дійсно, існує чимало практичних застосувань теорії збурень на ґратках, а іноді вона навіть необхідна. Серед них можна виокремити визначення ренормалізаційних факторів матричних елементів операторів і ренормалізації голих параметрів лагранжиана, таких як сталі взаємодії та маси. Точне знання перенормування сильної взаємодії є необхідним для параметра {\displaystyle \Lambda } в КХД на ґратці, а також для відповідної їй континуальної {\displaystyle \Lambda _{QCD}}.
До прикладу, у квантовій електродинаміці параметром пертурбативного розкладу є стала тонкої структури {\displaystyle \alpha =e^{2}/4\pi }. У квантовій хромодинаміці аналогом електромагнітного заряду є {\displaystyle g}, а мірою взаємодії є {\displaystyle \alpha _{s}=g^{2}/4\pi } (alpha strong). Через наявність колірного заряду глюони взаємодіють між собою. Як результат, на відстанях порядку розмірів адронів взаємодія є сильною, і {\displaystyle \alpha _{s}} зростає зі збільшенням відстані.
Теорія збурень, насправді, значно пов’язана з континуальним лімітом дискретних версій КХД. Через асимтотичну свободу {\displaystyle g\longrightarrow 0} зі зменшенням відстані між кварками, тому {\displaystyle \alpha \longrightarrow 0}, а отже, {\displaystyle \alpha } може бути параметром розкладу.

### Метод Монте Карло
Метод Монте Карло є переважним в обчисленнях ґраткової КХД. Його ідея аналогічна до статистичної механіки, адже генерує в пам’яті комп’ютера набори калібрувальних конфігурацій із вагами, вираженими експоненційованою дією інтегралу по траєкторії. Ідея базується на тому, щоб інтегрувати не по всіх полях, а по кількох “типових конфігураціях”. Процедура виконується за рахунок застосування принципу ланцюга Маркова для малих зважених змін збереженої системи.
Для одержання результату в неперервному випадку необхідно здійснювати різні екстраполяції, стала ґратки має бути спрямована до нуля, а розмір ґратки – до нескінченності. Також, такі моделювання стають значно складнішими за зменшення кваркових мас. Метод Монте Карло працює дуже добре для бозонних полів, однак стає виснажливим для ферміонів.

### Розклад сильного зв’язку
У наближенні сильного зв’язку малим переметром є {\displaystyle 1/g^{2}}. Режими сильного та слабкого зв’язку можуть бути розділені одним або кількома фазовими переходами, що ускладнює розв’язок задач. Цю проблему можна вирішити за допомогою методу Монте Карло або ж методом наближення Паде. За допомогою цього методу результати, отримані в розкладі сильного зв’язку, екстраполюються на ту область, де стають справедливими результати теорії збурень за малою константою зв’язку.
Суттєвою рисою розкладу сильного зв’язку є те, що інтегрування по групі дає ненульовий результат тільки якщо кожен лінк трапляється в комбінації, з якої можна сформувати кольоровий синглет.
Середнє петлі Вільсона для дії по плакетці за малого β (великого g) можна розкласти наступним чином:
{\displaystyle \langle W_{RT}\rangle ={\frac {1}{Z}}\int dUW_{RT}e^{\beta /2N(W_{11}^{+}+W_{11}^{-})}={\frac {1}{Z}}\int dUW_{RT}{\Bigl (}1+\beta /2N(W_{11}^{+}+W_{11}^{-})+...{\Bigr )}},
де {\displaystyle W_{11}^{+},W_{11}^{-}} – дві орієнтації орієнтації плакетки, а трейс за колірним індексами всередині кожної петлі не виписано явно. Перший ненульовий вклад в інтеграл може бути отримано з петлі {\displaystyle W_{RT}}, обкладеної елементарними плакетками правильної орієнтації. Кожна така плакетка вносить фактор {\displaystyle \beta /2N} з розкладу та фактор {\displaystyle 1/N} з інтегрування. Тоді
{\displaystyle \langle W_{RT}\rangle ={\frac {\beta ^{RT}}{2N^{2}}}{\Bigl (}1+...{\Bigr )}}

### Ренормалізаційна група
На рівні деревних діаграм Фейнмана релятивістська квантова теорія поля добре визначена й не потребує перенормування. Однак із врахуванням наступних петльових поправок з’являються розбіжності, які необхідно усувати шляхом ренормалізації. Взагалі в такому випадку теорія залежна від якогось cutoff, який треба прибирати з одночасним підлаштуванням голих параметрів та збереженням фізичних величин скінченними.
Розглянемо ґратковий cutoff сталою ґратки {\displaystyle a}. Нехай {\displaystyle m_{p}} – маса протона, скінченна фізична величина, яка на ґратці є апріорі невідомою функцією cutoff, голої калібрувальної константи взаємодії та голих мас кварків. Зі спрямуванням мас кварків до нуля очікується, що маса протона лишатиметься скінченною, тому для спрощеного розгляду тимчасово знехтуємо кварковими масами. Тоді {\displaystyle m_{p}=m_{p}(g,a)}. Вважаючи цей параметр константою під час зміни а отримуємо залежність {\displaystyle g} від {\displaystyle a}:
{\displaystyle a{\frac {d}{da}}m_{p}(g(a),a)=0=a{\frac {\partial }{\partial a}}m_{p}(g,a)+a{\Bigl (}{\frac {dg}{da}}{\Bigr )}{\frac {\partial }{\partial g}}m_{p}(g,a)},
цей вираз має назву базового групового рівняння перенормування.
Ренормалізаційна групова функція:
{\displaystyle \beta (g)=-a{\frac {dg}{da}}=-{\frac {m_{p}(g,a)}{{\frac {\partial }{\partial g}}m_{p}(g,a)}}}
характеризує, як гола константа взаємодії змінюється в континуальному ліміті. Ця функція також має назву {\displaystyle \beta }-функції Каллана-Симанзіка і є важливою для побудови континуального ліміту. Більше того, точне знання непертурбативної {\displaystyle \beta }-функції є визначальним у цьому питанні. Варто зазначити, що це означення не залежить від теорії збурень чи будь-яких фіксацій калібровки. Наразі відомим є лише пертурбативний вираз для {\displaystyle \beta }-функції.
Оскільки перенормування не є необхідним, поки не враховуються квантові петлі, {\displaystyle \beta (g)} спадає як {\displaystyle g^{3}} при {\displaystyle g\longrightarrow 0}. Пертурбативні коефіцієнти з асимптотичного ряду
{\displaystyle \beta (g)=\beta _{0}g^{3}+\beta _{1}g^{5}+...}
Свого часу було обраховано коефіцієнт {\displaystyle \beta _{0}} для неабелевих калібрувальних теорій:
{\displaystyle \beta _{0}=-{\frac {1}{16\pi ^{2}}}{\Bigl (}11N/3-2N_{f}/3{\Bigr )}},
де калібрувальною групою є {\displaystyle SU(N)}, а {\displaystyle N_{f}} позначає кількість видів ферміонів.
Також, було визначено петльовий вклад:
{\displaystyle \beta _{1}=-{\biggl (}{\frac {1}{16\pi ^{2}}}{\biggr )}^{2}{\Bigl (}34N^{2}/3-10NN_{f}/3-N_{f}(N^{2}-1)/N{\biggr )}}
У загальному, бета-функція залежить від використовуваної схеми перенормування. Наприклад, вона може залежати від того, яку фізичну величину встановлено за константу, а також від того, як накладено cutoff. Важливою властивістю бета-функції є те, що розглянуті коефіцієнти {\displaystyle \beta _{0}} та {\displaystyle \beta _{1}}є універсальними.
Оскільки {\displaystyle \beta }-функція є від'ємною для малих значень константи зв'язку, то {\displaystyle g\longrightarrow 0} тоді, коли стала ґратки також спрямована до нуля. Це твердження відповідає асимптотичній свободі. Інтегруючи {\displaystyle \beta (g)\thickapprox \beta _{0}g^{3}} можна отримати наступний зв'язок між голою константою зв'язку {\displaystyle g} і сталою ґратки  {\displaystyle a}:
{\displaystyle a(g)={\frac {1}{\Lambda _{L}}}\exp {\Bigl (}-{\frac {8\pi ^{2}}{bg^{2}}}{\Bigr )}}, де {\displaystyle b={\Bigl (}11N/3-2N_{f}/3{\Bigr )}}, а {\displaystyle \Lambda _{L}} – стала інтегрування, що має розмірність маси.
Для перших двох доданків {\displaystyle \beta }-функції та випадку чистої калібрувальної КХД ({\displaystyle N_{c}=3,N_{f}=0}) можна отримати настуний результат:
{\displaystyle \beta \thickapprox -{\frac {11}{16\pi ^{2}}}g^{3}-{\frac {102}{(16\pi ^{2})^{2}}}g^{5}},
{\displaystyle a(g)={\frac {1}{\Lambda _{L}}}{\biggl (}{\frac {11}{16\pi ^{2}}}g^{2}{\biggr )}^{-51/121}\exp(-{\frac {8\pi ^{2}}{11g^{2}}})}.
Ці два вирази також часто називають законом скейлінгу, оскільки вони дають інформацію про поведінку голої константи зв'язку при {\displaystyle a} спрямованому до нуля.

## Проблеми сильних взаємодій
Для того, щоб квантова хромодинаміка описувала сильну взаємодію, вона має володіти трьома наступними рисами, кожна з яких значно відрізняється від випадку класичної теорії.

### Маси адронів
Дивовижним фактом, який виявляється за кваркового розгляду матерії є те, що маси кварків (складових адронів) у сумі складають лише {\displaystyle 0.2\%} маси протона/нейтрона:
{\displaystyle m_{u}=2.3MeV,m_{d}=4.8MeV,m_{p}=938MeV}.
Розглянемо наступні перетворення кваркових полів:
{\displaystyle U(N_{f})\times U(N_{f})=SU_{L}(N_{f})\times SU_{R}(N_{f})\times U_{V}(1)\times U_{A}(1)}.
Кіральні повороти, що діють на {\displaystyle \Psi _{L,R}^{f}={\frac {1\pm \gamma _{5}}{2}}\Psi ^{f}}, лишають кінетичну частину лагранжіану КХД інваріантною. Масовий доданок явно порушує цю симетрію. Однак, оскільки маси {\displaystyle u} і {\displaystyle d} кварків дуже малі, цим явним порушенням можна знехтувати в першому наближенні в теорії з двома чи, навіть, трьома найлегшими ароматами.
Головним припущенням є те, що КХД притаманне стонтанне порушення кіральної симетрії.
Параметр порядку цього порушення називається кварковим конденсатом:
{\displaystyle \sigma =\sum _{i=1}^{N_{c}}{\bar {\Psi }}_{i}^{f}\Psi _{i}^{f}}.
Якщо {\displaystyle \sigma \neq 0}, то отримана ефективна теорія зв'язаних адронних станів в КХД має масовий член як для мезонів, так і для баріонів. На жаль, така ефективна теорія може бути обрахована лише в наближенні сильної взаємодії.
Проблема полягає в конструюванні оператора, який давав би правильні адронні маси. Таким оператором є {\displaystyle O(t,x)}, що скомпоновано з кваркових полів {\displaystyle \Psi _{f}^{a}}, гама матриць {\displaystyle \gamma } та групових матриць, щоб формувати стан без кольору з необхідними квантовими числами та симетрійними властивостями. Маси адронів можна обрахувати за допомогою двоточкової кореляційної функції:
{\displaystyle \langle O(t_{1},x)O(t_{2},x)\rangle _{c}\backsim \sum _{n}C_{n}\exp ^{-m_{n}|t_{1}-t_{2}|}}.
Навіть якщо такі оператори виявляться локальними (чого не буває для реальних адронів), то завдяки універсальності, їхні кореляції поводитимуться так, як точні адронні кореляції поблизу континуального ліміту.

### Конфайнмент
Вільні кварки ніколи не були спостережувані на експерименті. Явище, що унеможливлює спостереження вільних кварків за нормальних умов, називається конфайнментом. Вважається, що кварки постійно існують всередині адронів, а КХД може пояснити цю властивість за допомогою сильної взаємодії.
Доведення конфайнменту і пояснення його механізму у рамках КХД є одним з найбільших випробувань для теоретиків, що працюють у цій області. 

### Дефект маси
З експерименту відомо, що сильна взаємодія є короткодіючою. Якщо ця взаємодія може бути пояснена калібрувальною теорією, то це означає, що калібрувальні бозони мають бути масивними. Однак, масовий доданок не може бути включеним до класичного Лагранжіану, оскільки це зруйнує калібрувальну інваріантність. Це означає, що дефект маси має якимось чином виникати у квантовій теорії. 
Ця проблема отримала назву "Проблема існування теорії Янга-Міллса та дефект маси" і вона є однією з семи так званих Проблем тисячоліття. Точне формулювання наступне: 
Довести, що для будь-якої простої компактної калібрувальної групи {\displaystyle G} нетривіальна квантова теорія Янга-Міллса для простору {\displaystyle R^{4}} існує та має ненульовий дефект маси ({\displaystyle \Delta >0}).